# Kung Zhuangxiang av Qin
Kung Zhuangxiang (秦莊襄王; Qín Zhuāngxiāng wáng), död 247 f.Kr., var en kung över det kinesiska riket Qin under epoken De stridande staterna. Kung Zhuangxiang regerade från 249 f.Kr. till 247 f.Kr. och hans personnamn var Zichu (子楚) (eller Yingchu 嬴楚).
Zichus farfar var kung Zhaoxiang av Qin och hans far var kronprins lord Anguo, men Zichu var inte arvtagare. I stället skickades Zichu som gisslan till staten Zhao där han i dess huvudstad Handan mötte den mäktige handelsresanden Lü Buwei. Lü Buwei och Zichu gjorde en konspiration att om Lü Buwei såg till att Zichu blev arvtagare, och därmed nästa kronprins så skulle Zichu dela makten med Lü Buwei när han blev kung. Lü Buwei lyckades övertala lord Anguo, och för att ytterligare stärka sin position gav Lü Buwei bort sin konkubin Zhao Ji till Zichu. Zhao Ji var vid det tillfället eventuellt redan gravid. Zhao Ji födde senare sonen Ying Zheng och blev då även Zichus gemål. Lü Buwei mutade fångvaktarna i Handan så att Zichu kunde fly tillbaka till Qin.
Kung Zhaoxiang avled 251 f.Kr. och Lord Anguo tillträdde 250 f.Kr. som kung Xiaowen av Qin, och Zichu blev kronprins Zichu tillträdde tronen 249 f.Kr. som Kung Zhuangxiang efter att hans far avlidit efter en mycket kort regeringstid. Lü Buwei blev försteminister enligt överenskommelsen. Under Kung Zhuangxiangs regeringstid utkämpades flera slag med de andra feodalstaterna, och general Meng Ao intog 37 städer. Efter sin död 247 f.Kr. efterträddes han av Ying Zheng, som 221 f.Kr. blev Kinas första kejsare Qin Shi Huangdi.